# ألان غريني (غطاس)
ألان غريني (بالإنجليزية: Alan Greene)‏ هو غطاس أمريكي، ولد في 29 أغسطس 1911 في دنفر في الولايات المتحدة، وتوفي في 12 مارس 2001.

## وصلات خارجية
- ألان غريني على موقع الاتحاد الدولي للسباحة (الإنجليزية)
- ألان غريني على موقع أوليمبيديا (الإنجليزية)